# Szelągówka (Żuki)
Szelągówka – część wsi Żuki w Polsce, położona w województwie podlaskim, w powiecie białostockim, w gminie Tykocin.
W latach 1975–1998 Szelągówka położona była w województwie białostockim.
Wierni kościoła rzymskokatolickiego należą do parafii Matki Bożej Miłosierdzia w Krośnie.